# Vojtech Török
Vojtech Török (6. listopadu 1906 Strážske – 30. dubna 1990) byl slovenský a československý politik, poválečný poslanec Prozatímního Národního shromáždění za Demokratickou stranu. Po únorovém převratu v roce 1948 funkcionář Strany slovenské obrody, za níž zasedal v Národním shromáždění republiky Československé, v Slovenské národní radě a později na přelomu 60. a 70. let i ve Sněmovně národů Federálního shromáždění. Dlouholetý pověřenec zdravotnictví.

## Biografie
Pocházel z města Strážske. Působil jako učitel a politik.
V letech 1945–1946 byl poslancem Prozatímního Národního shromáždění za Demokratickou stranu, kde setrval do parlamentních voleb v roce 1946. Po únorovém převratu v roce 1948 se Török zapojil do budování Strany slovenské obrody jako loajální součásti komunistického režimu. V parlamentních volbách v roce 1948 byl zvolen ve volebním kraji Liptovský Svätý Mikuláš do Národního shromáždění, nyní již za Stranu slovenskej obrody. V parlamentu setrval do konce volebního období v roce 1954.
Po volbách roku 1954 se stal poslancem Slovenské národní rady. V 10. Sboru pověřenců, 11. Sboru pověřenců a 12. Sboru pověřenců zastával post pověřence zdravotnictví, který si ponechal i po zrušení Sboru pověřenců jako kolektivního orgánu ve funkčním období po volbách do Slovenské národní rady roku 1960. Na postu pověřence zdravotnictví zasedal nepřetržitě od roku 1952 do roku 1964. Poslancem SNR byl zvolen opětovně ve volbách roku 1964.
Po federalizaci Československa usedl roku 1969 jako poslanec do Sněmovny národů Federálního shromáždění, kde setrval až do konce volebního období, tedy do voleb roku 1971.
Během pražského jara v rámci Strany slovenské obrody reprezentoval mírně reformní proud, který požadoval aktivnější politiku v rámci Národní fronty. Po invazi vojsk Varšavské smlouvy do Československa ale tato kritika byla umlčena a počátkem roku 1971 byli tito funkcionáři včetně Vojtecha Töröka postiženi. Většinou byli nuceni odejít ze svých postů a čekalo je i vyloučení ze strany.
Za normalizace ho roku 1972 Státní bezpečnost zařadila do své evidence zájmových osob.